# Tokugawa Ieharu
Tokugawa Ieharu (徳川 家治?; 20 giugno 1737 – 17 settembre 1786) è stato un militare giapponese.
Figlio di Tokugawa Ieshige, fu il decimo shōgun dello shogunato Tokugawa.
Salì allo shogunato nel 1760, e già nel 1766 dovette fronteggiare un piano di insurrezione per deporlo, che però fu scoperto in tempo.
Nel 1783 il suo governo dovette affrontare le conseguenze dell'eruzione del monte Asama (浅間山?, Asama-yama) nella provincia di Shinano, oggi a metà tra le prefetture di Gunma e Nagano.
Nel 1784, il consigliere straordinario (waka-doshiyori) Tamuna Yamashiro-no-kami Okitimo, figlio del capo consigliere Tanuma Tonomo-no-kami Okitsugu, venne ucciso nel castello di Edo davanti agli occhi del padre mentre i due stavano facendo ritorno dal norimono, dopo lo scioglimento della riunione dei Consiglieri di Stato. I sospetti caddero su importanti figure del bakufu, ma fu condannato solo l'assassino materiale, e le riforme liberiste iniziate dai Tanuma furono interrotte.